# سارة هاكابي ساندرز
سارة هاكابي ساندرز (بالانجليزية: Sarah Huckabee Sanders) (مواليد 13 أغسطس 1982 في بلدة هوب ولاية أركنساس) هي مستشارة وسياسية أميركية تدرجت بالمناصب إلى أن تم تعيينها في يوليو 2017 متحدثة باسم البيت الأبيض خلفا لشون سبايسر، وهي ثالث امرأة تتولى هذا المنصب في التاريخ الأميركي. وهي ابنة الحاكم السابق لـ أركنساس مايك هوكابي، وهو قس معمداني ينتمي إلى الحزب الجمهوري،
- سارة متزوجة من المستشار السياسي الجمهوري برايان ساندرز. لدى الزوجين ثلاثة أطفال، فتاتان وصبي.

## الدراسة والتكوين
تخرجت عام 2004 في جامعة أواشيتا المعمدانية بأركادلفيا في ولاية أركنساس.

## الوظائف والمسؤوليات

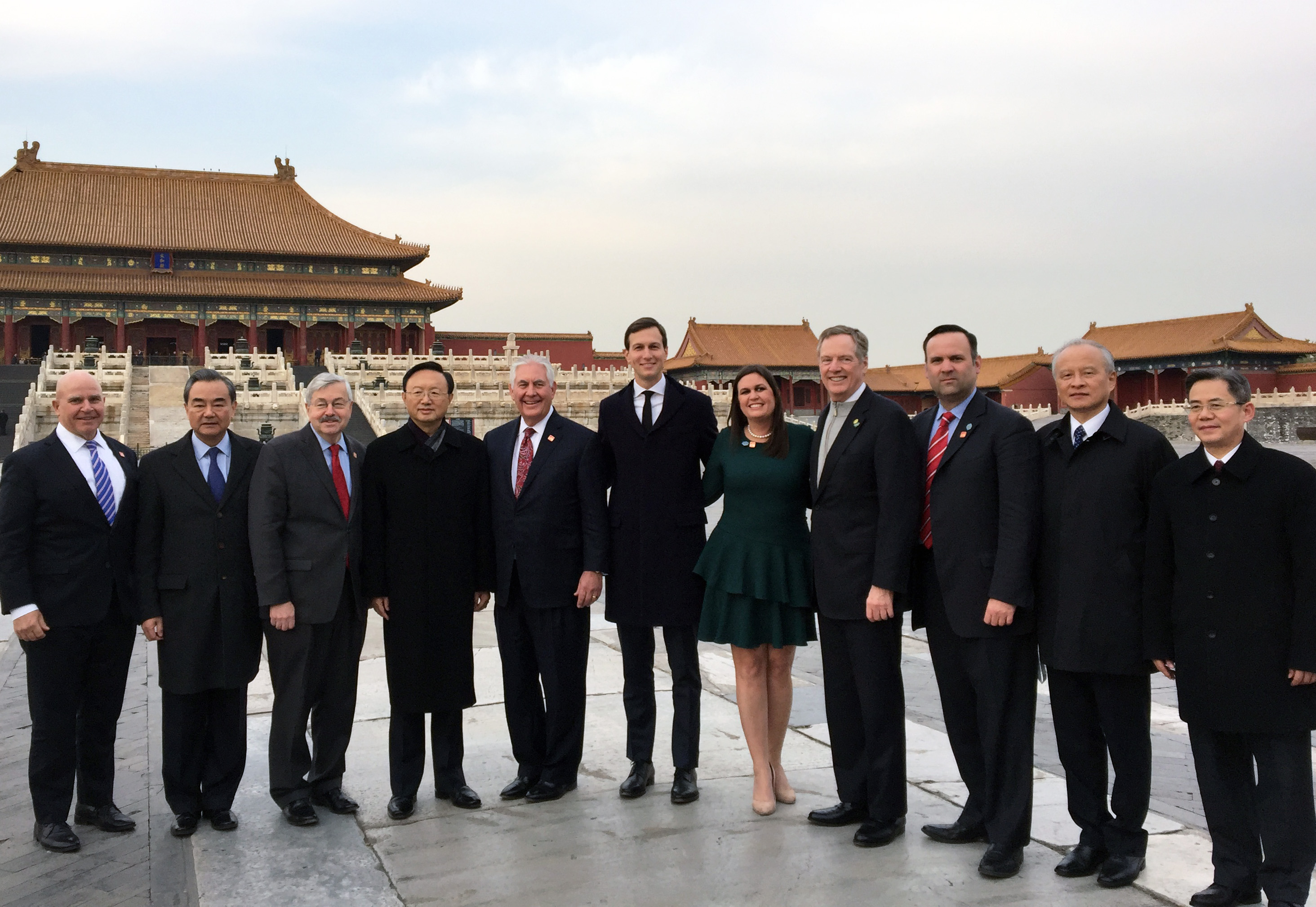
سارة هوكابي ساندرز مع ريكس تيلرسون وجاريد كوشنر ووانغ يي في بكين

تولت سارة خلال مسيرتها المهنية مناصب عدة:
- عملت عام 2002 منسقة ميدانية لحملة والدها خلال إعادة انتخابه لمنصب حاكم أركنساس،
- ثم منسقة إقليمية لشؤون الكونغرس في وزارة التربية الأميركية بعهد الرئيس الأسبق جورج دبليو بوش، ومنسقة ميدانية لحملة بوش لإعادة انتخابه في ولاية أوهايو عام 2004.
- ساعدت والدها في حملته الانتخابية عام 2008، ثم عملت مستشارة سياسية رفيعة لدعم حاكم مينيسوتا المحافظ تيم باولنتي قبل أن تنضم إلى حملة ترامب الذي عينها بعد فوزه في الانتخابات الرئاسية الأميركية في نوفمبر 2016 في منصب نائبة المتحدث باسم البيت الأبيض شون سبايسر.
- تم تعيينها في يوليو 2017 متحدثة باسم البيت الأبيض.

## من اقوالها
- سُئلت مرة عن قدوتها في الحياة فردت | ” | «"باعتباري مؤمنة أعتقد أن جميعنا لدينا قدوة مثالية"، مضيفة "عندما يتم سؤالي عن هذه المسألة أشير إلى الرب كما أشير إلى إيماني، وهو من سأقول لأطفالي أن يتوجهوا بأنظارهم إليه".» | “ |

## وصلات خارجية
- سارة هاكابي ساندرز على موقع IMDb (الإنجليزية)